# Fernando Zurbriggen
Fernando Zurbriggen (Santa Fe, Argentina, 20 de octubre de 1997) es un basquetbolista argentino que se desempeña como base en el Halcones Xalapa de la Liga Nacional de Baloncesto Profesional de México.

## Trayectoria
Pasó su infancia en Zenón Pereyra, pero empezó a jugar al básquetbol en el club santafesino Banco Provincia. Fue reclutado posteriormente por Obras Basket, por lo que pudo hacer su debut en la Liga Nacional de Básquet. 
Año a año fue ganando protagonismo dentro de su equipo, hasta que en la temporada 2020-21 terminó de consolidarse como jugador, lo que lo llevó a ser reconocido como el MVP del campeonato, además del Mejor Sub-23 y el Mejor Jugador Nacional.
El 5 de julio de 2021, firma por el Monbus Obradoiro de la Liga ACB, la primera división del baloncesto en España.

El 12 de julio de 2024, firma por el Baloncesto Fuenlabrada de la Liga LEB Oro.
Dejó España en junio de 2025, arribando a México para fichar con los Halcones Xalapa de la LNBP.

### Clubes
| Club                   | País      | Año             |
| ---------------------- | --------- | --------------- |
| Obras Basket           | Argentina | 2014 - 2021     |
| Monbus Obradoiro       | España    | 2021 - 2024     |
| Baloncesto Fuenlabrada | España    | 2024 - 2025     |
| Halcones Xalapa        | México    | 2025 - Presente |

### Selección nacional
Zurbriggen disputó el Campeonato Mundial de Baloncesto Sub-17 de 2014 de Emiratos Árabes Unidos y el Campeonato Mundial de Baloncesto Sub-19 de 2015 de Grecia.
Debutó en la selección nacional mayor en noviembre de 2020.

## Datos Personales
Su hermano Alejandro Zurbriggen también es jugador profesional de baloncesto.
Tiene un título de Profesor de Educación Física otorgado por el Instituto Obras.